# Harry Johnson (boxe anglaise)
Pour les articles homonymes, voir Johnson et Harry Johnson.
Harry Johnson est un boxeur britannique né le 10 août 1887 à Londres et mort en 1947.

## Carrière
Il remporte aux Jeux olympiques d'été de 1908 à Londres la médaille de bronze dans la catégorie poids légers. Après deux victoires aux points face au Danois Emil Hemming Hansen et au Britannique Harold Holmes, Johnson perd en demi-finale contre son compatriote Frederick Spiller.

## Palmarès

### Jeux olympiques
- Jeux olympiques d'été de 1908 à Londres[1] (poids légers)